# Bí thư Tỉnh ủy (phim truyền hình Việt Nam)
Bí thư Tỉnh ủy là một bộ phim truyền hình được thực hiện bởi Trung tâm Phim truyền hình Việt Nam, Đài Truyền hình Việt Nam do NSƯT Trần Quốc Trọng và Trần Trọng Khôi làm đạo diễn. Phim lấy nguyên mẫu từ Kim Ngọc, Bí thư Tỉnh ủy Vĩnh Phúc. Phim phát sóng vào lúc 20h10 thứ 2, 3, 4 hàng tuần bắt đầu từ ngày 27 tháng 9 năm 2010 và kết thúc vào ngày 21 tháng 1 năm 2011 trên kênh VTV1.

## Nội dung
Bí thư Tỉnh ủy kể về cuộc đời thật của Kim Ngọc, Bí thư Tỉnh ủy tỉnh Vĩnh Phúc, với câu chuyện "khoán mười" đã làm thay đổi vận mệnh của cả đất nước. Phim còn nói về một giai đoạn lịch sử của những năm 1960 thế kỷ 20 ở miền Bắc Việt Nam vừa chiến tranh vừa xây dựng chủ nghĩa xã hội. Hoàn cảnh thời chiến nhiều khó khăn cộng thêm với cơ chế quan liêu bao cấp; do vậy ý thức lao động của nông dân chỉ chủ yếu trông chờ vào tiếng kẻng – năng suất lao động rất thấp. Người nông dân làm nhưng vẫn không đủ ăn.

## Diễn viên
- Lê Dũng Nhi trong vai Bí thư Tỉnh ủy Hoàng Kim[5] (nguyên mẫu: Bí thư Tỉnh ủy Vĩnh Phú Kim Ngọc)
- NSND Minh Châu trong vai Bà Thường
- NSND Mai Hoa trong vai Chi Bí thư Huyện ủy Tam Bình
- NSND Đức Trung trong vai Ông Ẩn
- NSND Lan Hương trong vai Bà Lê
- NSƯT Hà Văn Trọng vai Trung Chính (nguyên mẫu: Tổng Bí thư Trường Chinh)
- Mậu Hòa trong vai Ông Quốc
- Văn Bộ trong vai Ông Bao
- Kim Phụng trong vai Ông Đình
- NSƯT Trần Quốc Trọng trong vai Ông Sắc
- Bình Xuyên trong vai Ông Dần
- Trịnh Nhật trong vai Bích
- Hồng Quang trong vai Đô
- NSND Bạch Diện trong vai Lịch
- Văn Minh trong vai Ngọ
- Tiến Bình trong vai Lấu
- Danh Thái trong vai Dậu
- Nguyễn Thị Vân trong vai Bà Quê
- Bích Thủy trong vai Hiền
- Văn Dương trong vai Tế
- Quang Huy trong vai Doanh
- NSƯT Thu Bảy trong vai Luận
- Mạnh Quyền trong vai Thanh
- NSƯT Khôi Nguyên trong vai Côn
- NSƯT Thanh Thủy trong vai Bà Ngật
- Hoàng San trong vai Bằng
- Hữu Dũng trong vai Cần
- Xuân Kiểm trong vai Bầu
- Văn Duyệt trong vai Hạp
- Đức Hoàn trong vai Ông Cẩm
- NSƯT Thanh Hiền trong vai Bà Bắc
- Kim Tuyến trong vai Bà Quy
- Văn Triệu trong vai Hành

Cùng một số diễn viên khác....

## Nhạc phim
- Quê hương ơi

Sáng tác và thể hiện: NSƯT Mai Hoa
- Bí thư Tỉnh ủy

Sáng tác: NSND Trọng Đài
Thể hiện: Trọng Tấn

## Giải thưởng
| Năm  | Giải thưởng                         | Hạng mục                    | (Người) đề cử  | Kết quả        | Tham khảo |
| ---- | ----------------------------------- | --------------------------- | -------------- | -------------- | --------- |
| 2010 | Giải Cánh diều                      | Phim truyện truyền hình     | —              | Cánh diều vàng | [ 6 ]     |
| 2010 | Giải Cánh diều                      | Nữ diễn viên chính xuất sắc | NSND Minh Châu | Đoạt giải      | [ 6 ]     |
| 2010 | Giải Cánh diều                      | Biên kịch xuất sắc          | Vân Thảo       | Đoạt giải      | [ 6 ]     |
| 2010 | Giải thưởng Tạp chí Truyền hình VTV | Biên kịch xuất sắc          | Vân Thảo       | Đoạt giải      | [ 7 ]     |
| 2010 | Giải thưởng Tạp chí Truyền hình VTV | Nam diễn viên truyền hình   | Lê Dũng Nhi    | Đoạt giải      | [ 7 ]     |
| 2010 | Giải thưởng Tạp chí Truyền hình VTV | Phim truyền hình            | —              | Đoạt giải      | [ 7 ]     |